# Vesícules de Poli
Les vesícules de Poli són unes estructures presents en la majoria dels asteroïdeus i holoturioïdeus que dona al canal anular i que té com a funció la regulació de la pressió interna del sistema aqüífer de l'animal, gràcies al fet que aquesta vesícula es troba plena de líquid.